# Hiéroglyphe égyptien A4
Le hiéroglyphe égyptien A4 (homme assis en adoration) est classifié dans la section A « L'Homme et ses occupations » de la liste de Gardiner ; il y est noté A4.

## Représentation
Il représente un homme accroupi, en génuflexion et les deux bras vers le ciel en signe d'adoration.

## Utilisation
C'est un déterminatif du champ lexical de l'adoration et, par découlement, du secret et de l'humilité.

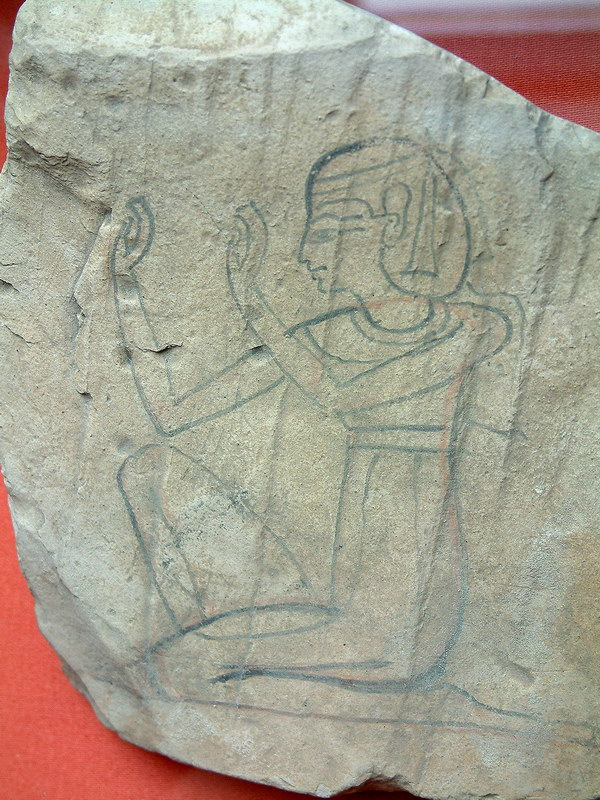
Ostracon de calcaire représentant un individu assis, vraisemblablement une femme.

## Exemples de mots
| i | mn · n | t | A4 |

| i | mn · n | t | A4 |

| N14 | A4 |

| N14 | A4 |

| t | V4 | A4 |

| t | V4 | A4 |